# مامدی بنگره
مامدی بنگره (انگلیسی: Mamady Bangré؛ زادهٔ ۲۹ ژوئن ۲۰۰۱) بازیکن فوتبال است.
وی همچنین در تیم ملی فوتبال بورکینافاسو بازی کرده‌است.